# Klementia von Habsburg

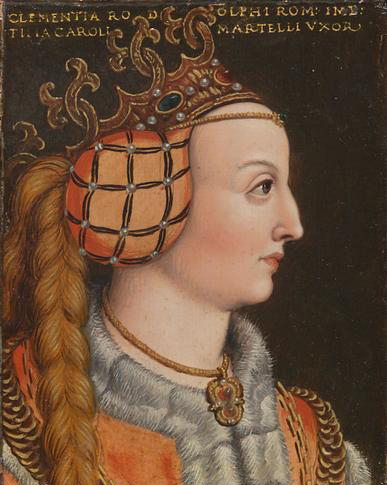
Klementia von Habsburg, Gemälde von Anton Boys (ca. 1540–nach 1593)

Klementia von Habsburg (* um 1262; † 1293) war ein Mitglied des Hauses Habsburg.

## Familie
Klementia wurde als jüngere Tochter von Rudolf IV. von Habsburg und seiner ersten Frau Gertrude von Hohenberg geboren.
Die Habsburger waren ein relativ unbedeutendes Geschlecht, bis Klementias Vater Rudolf 1273 zum römisch-deutschen König gewählt wurde. Danach begann der Aufstieg der Habsburger zur Herrscherdynastie des Heiligen Römischen Reiches.
Klementia war das sechste von zehn Kindern. Ihr Bruder Albrecht I. folgte seinem Vater als römisch-deutscher König nach. Ihr Bruder Hartmann ertrank 1281. Rudolf II. wurde Herzog von Schwaben, starb aber 1290. Klementia und ihre Schwestern wurden mit mächtigen Fürsten verheiratet: Mathilde heiratete Ludwig, Herzog von Oberbayern, Katharina Otto III. von Niederbayern, Hedwig Otto VI., Markgraf von Brandenburg-Salzwedel, Agnes Herzog Albrecht II. von Sachsen-Wittenberg und Guta König Wenzel II. von Böhmen. Dadurch sicherte Rudolf IV. sich die Unterstützung der mächtigen Fürsten im Reich.
Nach dem Tod von Klementias Mutter 1281 heiratete Rudolf Isabella von Burgund. Diese war, abgesehen von Guta, jünger als ihre Stiefkinder.

## Ehe und Nachkommen
Am 11. Januar 1281 heiratete sie in Wien Karl Martell, Titularkönig von Ungarn (* 1271; † 1295), Sohn von Karl II. von Anjou und Maria von Ungarn (1257–1323). Ihre Kinder waren:
- Karl Robert (* 1288; † 1342), König von Ungarn, viermal verheiratet
- Beatrix (* 1290 † 1354), ⚭ 1296 Johann II. (* 1280; † 1319), Dauphin von Viennois (Haus La Tour-du-Pin)
- Klementia (Clémence) (* 1293; † 1328), ⚭ 1315 Ludwig X. der Zänker (* 1289; † 1316), König von Frankreich (Stammliste der Kapetinger)[2]

Ihr Mann wurde von Papst Nikolaus IV. als Nachfolger seines Onkels mütterlicherseits zum Titularkönig von Ungarn ernannt. Selbst regiert hat er aber nicht. Die wirkliche Macht hatte sein Cousin Andreas III.
Klementia wurde in der Kathedrale von Neapel bestattet.